# Макуильямс, Дэвид
Дэ́вид Макуи́льямс (англ. David McWilliams; 4 июля 1945, Белфаст, Антрим, Северная Ирландия — 8 января 2002, Балликасл, Антрим, Северная Ирландия) — североирландский певец, автор-исполнитель и гитарист, наиболее известный по своей песне «The Days of Pearly Spencer» (1967).

## Биография
Дэвид Макуильямс родился в городе Белфаст в 1945 года и был единственным ребёнком в семье. Когда Дэвиду было три года, его семья переехала в город Бэллимена. В раннем возрасте Дэвид начал играть на гитаре и сочинять песни.
Музыкальная карьера Макуильямса началась в 1965 году, когда были записаны демозаписи нескольких его песен. Их услышал известный музыкальный менеджер Фил Соломон. Соломон выиграл для Макуильямса контракт с CBS Records. В 1966 году под этим лейблом вышел первый сингл певца «God and My Country», который не имел особого успеха.
Однако уже в 1967 году выпущенный Major Minor Records первый альбом Макуильямса «David McWilliams Singing Songs by David McWilliams» сумел подняться на 38-ю строчку британского чарта альбомов. Вскоре был записан второй альбом, «David McWilliams», который занял 23-ю позицию чарта альбомов Великобритании. С этим же альбомом вышел сингл «The Days of Pearly Spencer». Эта песня, написанная о бездомном, с которым Дэвид познакомился в Бэллимене, приобрела большую популярность и долгое время возглавляла чарты многих стран континентальной Европы, например, Франции и Нидерландов. В Италии на эту песня даже была выпущена кавер-версия в исполнении певицы Катерины Казелли, которая называлась «Il Volto Della Vita». Позже, уже в 1980-х годах, кавер-версии были выпущены также в Бельгии и Франции.
В 1968 году был выпущен ещё один альбом Макуильямса, «David McWilliams Volume 3», а также несколько синглов, записанных Major Minor Records. С ними певец гастролировал по Европе и приобрёл большую популярность во многих европейских странах. Позже он переехал в Лондон, где в 1970-х годах были записаны ещё несколько альбомов, но они не имели большого успеха.
Макуильямс вернулся в Северную Ирландию в 1978 году. После этого он редко выступал, в основном в местных барах, но иногда появлялся на фестивале в Бэллимене. В 2001 году RPM Records был выпущен сборник его лучших хитов «The Days of David McWilliams».
Дэвид Макуильямс умер от сердечного приступа в своём доме в Балликасле в 2002 году, на 57-м году жизни. Он был дважды женат и имел восьмерых детей.

## Дискография

### Альбомы
- David McWilliams Singing Songs by David McWilliams (1967)
- David McWilliams (1967)
- David McWilliams Volume 3 (1968)
- Lord Offaly (1972)
- The Beggar and the Priest (1973)
- Livin's Just A State Of Mind (1974)
- David McWilliams (1977)
- Don't Do It For Love (1978)
- When I Was A Dancer (1979)
- Wounded (1981)
- Working For The Government (1987)